# Audruicq
Audruicq är en kommun i departementet Pas-de-Calais i regionen Hauts-de-France i norra Frankrike. Kommunen ligger i kantonen Audruicq som tillhör arrondissementet Saint-Omer. År 2022 hade Audruicq 5 349 invånare.

## Befolkningsutveckling
Antalet invånare i kommunen Audruicq
| Referens: INSEE |